# Guy Chantepleure
Guy Chantepleure (pseudonym för Jeanne-Caroline Violet), född den 1 februari 1870 i Paris, död den 26 juni 1951 i Mayenne (departementet Mayenne), var en fransk författarinna.
Guy Chantepleure skev ett antal romaner, av vilka Ma conscience en robe rose (1896) och Fiancée d'avril (1900) belönades av Franska akademien. Av hennes senare arbeten kan nämnas Le hasard et l'amour (1911) och La ville assiégée: Janina (1913).

## Böcker på svenska
(Översatta av Kerstin Wenström, utgivna av B. Wahlströms förlag, om ej annat anges) 
- Rosor öfver ruiner (översättning Mathilda Langlet, Geber, 1902)
- Det rosenröda samvetet (1920)
- Hans april-fästmö (1920)
- Hustru för en dag: Fridolines underbara historia (1921)
- Ett giftermål av böjelse (1931)
- Hur hon segrade (1937)